# بوک‌کن

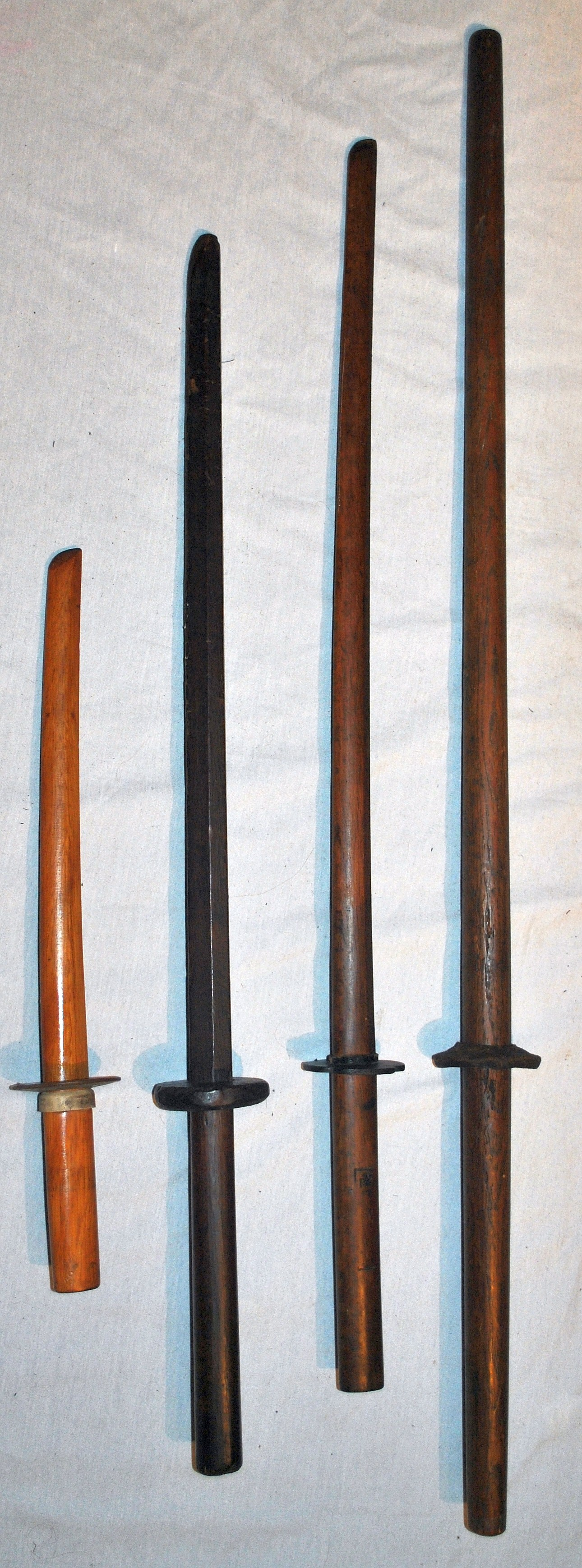
انواع گوناگان بوک کن

بوک‌کن 木剣،_(بوک، به معنی «چوب» و کن، به معنی «شمشیر») (یا بوکوتو bokutō 木刀) یک شمشیر چوبی ژاپنی است که برای آموزش کن‌جوتسو استفاده می‌شود. بوک‌کن معمولاً به اندازه و شکل یک کاتانا است، اما گاهی مانند شمشیرهای دیگر مانند واکیزاشی و تانتو شکل می‌گیرد. برخی از بوک‌کن‌های زینتی با کارهای مرواریدی و کنده کاری‌های استادانه تزئین شده‌اند. گاهی در انگلیسی بوکن "boken" نوشته می‌شود.
بوک‌کن به‌طور سنتی از بلوط همیشه‌سبز ژاپنی یا بلوط سفید ساخته می‌شود، اگرچه می‌توان از هر چوب سختی استفاده کرد. در مقایسه، شمشیرهای تمرینی ساخته شده از چوب نرم و انعطاف‌پذیر مانند بامبو که به عنوان «شینای» نامیده می‌شوند.